# Robert Koch
Robert Koch (Clausthal, 11. prosinca 1843. – Baden-Baden, 25. svibnja 1910.), njemački bakteriolog.
Želio je postati svjetski putnik i istraživač prirode, ali je postao liječnik. Čeznuo je za istraživanjem novog područja - mikrobiologije. Nabavio je mikroskop i uskoro mu je mikroskopiranje postao glavni hobi. Jedan je od osnivača medicinske mikrobiologije. Godine 1882. u Fiziološkom društvu u Berlinu, Koch je iznio vlastitu spoznaju o uzročniku tuberkuloze, patogenom mikroorganizmu štapićastog oblika, koji je po njemu nazvan Kochovim bacilom. Bilo je to revolucionarno otkriće u borbi protiv najopasnije bolesti 19. stoljeća. Također je pronašao uzročnike kolere, ispitivao malariju i afričku bolest spavanja, te uveo liječenje kininom. Godine 1905. dobio je Nobelovu nagradu za medicinu. Dokazao je da su uzročnici bolesti živi mikrobi. Otkrio je postupke za uzgoj i proučavanje bakterija te suzbijanje mnogih zaraznih bolesti. Uveo je laboratorijski uzgoj bakterija na hranjivoj podlozi. Razradio je postupke bojanja bakterijskih stanica.